# 野田中央公園
野田中央公園（のだちゅうおうこうえん）は、福島県福島市にある都市公園（近隣公園）である。

## 概要
福島市西部地区、南中央地内に位置する福島市役所公園緑地課が管理する公園である。園内の南側には水辺空間やトイレ、四阿、バーゴラ、遊具が設置されており、北側は野球用のバックネットが設置された広場（グラウンド）となっている。敷地南東端からは東の住宅地に向かい伸びる遊歩道が接続しており、こちらも野田緑道として総面積0.724haの都市公園として福島市により管理されている。

## 設備
- 遊具
  - 複合遊具
  - ブランコ
  - うんてい
  - 砂場
  - スプリング遊具
- 野球用バックネット
- 四阿
- バーゴラ
- 公衆トイレ（1985年築、RC造）
- 駐車場(10台）

## 周辺
- 国道13号福島西道路
  - 業務スーパークォーレ福島中央店
  - まるまつ福島中央店
  - ゲオ福島西バイパス店
- 福島西部病院

## アクセス
- 福島駅東口バス乗り場より福島交通路線バス、由添団地乗車、野田中央公園バス停下車すぐ。